# Papa Adrian I

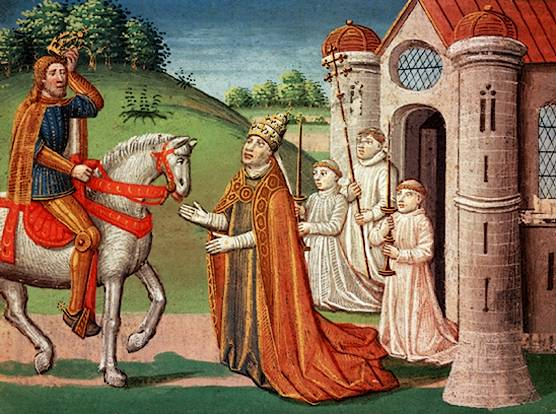
Carol cel Mare și Papa Adrian I

Papa Adrian I (n. 700 d.Hr., Roma, Imperiul Roman de Răsărit – d. 25 decembrie 795 d.Hr., Roma, Statele Papale) a fost papă al Romei între 1 februarie 772 și 25 decembrie 795.

## Contextul istoric
Născut la Roma din familie aristocratică, încă de mic și-a pierdut tatăl, Teodor. De el s-a îngrijit unchiul său, Teodot consul și duce, iar mai târziu trezorier.
Inteligent, pios, caritabil, a atras curând atenția papei Paul I, care l-a sfințit subdiacon. Era diacon când a fost chemat să succeadă lui Ștefan al III-lea, în circumstanțe deosebit de dificile. Prima sa grijă a fost să-l „debarce” pe Paul Afiarta și să dezrădăcineze influența lui ca agent al politicii longobarde, față de care prea s-a plecat predecesorul său. Cu acest scop l-a trimis la regele Dezideriu, care (văzând dejucat planul său) îi propunea o reînnoire a acordului încheiat cu Ștefan al III-lea, promițând să restituie Sfântului Scaun teritoriile uzurpate. Dezideriu însă și-a călcat cuvântul dat și a invadat „patrimoniul Sf. Petru”, cu ajutorul și complicitatea chiar a lui Afiarta, care a fost complice în asasinarea economului Sergiu (pe timpul papei Ștefan al III-lea). Paul Afiarta a fost prins de arhiepiscopul de Ravenna și, se pare din dispoziția lui , ucis, împotriva voinței papei, care voia numai să-l exileze.

În fața noii amenințări longobarde iminente, Adrian I n-a șovăit să meargă până la capăt pe calea deja deschisă de unii predecesori ai săi: adică să apeleze la ajutorul francilor. Astfel l-a chemat în ajutor pe Carol cel Mare. Acesta a trecut în grabă Alpii, în 773, i-a învins pe longobarzi și a asediat Pavia, ajungând la Roma în săptămâna Paștelui din 774. Cu acea ocazie, la 6 aprilie, Miercurea Paștelui (a treia zi de Paște), a avut loc o memorabilă reuniune în "secretarium" Sfântului Petru, reuniune în care Carol cel Mare s-a angajat să actualizeze promisiunea făcută la Quierzu-sur-Oise în 754 papei Ștefan al III-lea, conform căreia domeniile pontificale trebuiau să se întindă la ducatele de Spoleto și de Benevento, la Tuscia (dincolo de ducatul Romei), la Ducatul de Pentapolis, la Exarhatul de Ravenna, așa cum era mai înainte de „uzurparea” lui Liutprand al longobarzilor.
Trebuie precizat că multor istorici convențiile de la Quierzy și de la Roma li se par neverosimile, alții tind să le considere autentice, fără umbră de îndoială, deși toți admit că, chiar dacă au existat vreodată, au rămas pe plan pur ideal și că dinastia caroligiană nu s-a preocupat niciodată să le realizeze. Într-adevăr, numai prin concesiile ulterioare, obținute de la Carol cel Mare, cu ocazia altor două călătorii la Roma (în 781 și 787), Adrian I reușește să constituie Statul Pontifical care s-a păstrat - cu intermitențe - pe parcursul întregului Ev Mediu, până la Pius al IX-lea. De precizat și faptul că împăratul Carol, în calitatea sa de "patricius Romanorum", a încercat să subordoneze controlul, guvernarea politicii externe și un drept de mare influență în afacerile interne ale Bisericii. Amestecurile agenților săi au reușit uneori să combine unele molestări, în fața cărora Adrian I a fost constrâns să protesteze, dar mereu s-a sfârșit prin a cădea de acord. În felul acesta a reușit să-l convingă pe regele franc să se abțină de la intervențiile în alegerea arhiepiscopului Ravennei (Epistola 48, Ad Carolum regem; PL.98, coll.416-418).

## Activitatea strict bisericească
Considerabilă a fost și activitatea strict bisericească a lui Adrian I. În primul rând s-a străduit foarte mult să reprime abuzurile în alegerile episcopilor și să elibereze Biserica de cesaropapismul caroligian; astfel a redat dreptul vechilor sedii metropolitane (Epistola ad Bertherium episc., PL96, 1215-1216). Rămâne totuși faptul că poziția sa delicată față de Carol cel Mare nu i-a îngăduit să realizeze toate reformele necesare și dorite. Conform lui Sigeberto de Gembloux, Adrian I ar fi acordat regelui Carol – întors la Roma după ridicarea asediului Paviei (774), dreptul de a alege papa și dreptul de investitură pentru sediile episcopale din regatul său. Dar aceasta nu este decât o legendă, care apare foarte probabil pe timpul lui Otto I, când – pentru prima oară – se găsește menționat un decret al antipapei Leon al VIII-lea, în 963, care apoi a intrat în Decretum Gratiani, sub numele „Privilegium Hadriani pro Carolo”.
Clerul franc deprinsese obiceiul de a purta arme și de a se război. Iată-l pe Adrian I intervenind și atrăgând atenția lui Carol asupra acestei situații (cf. Epistola 25, PL. 98, col. 367).
S-a străduit și pentru unificarea liturghiei romane cu cea galicană, trimițând în acest sens chiar suveranului un exemplar al Sacramentariului Gregorian (pe la 780), așa cum deja în 774 i-a înmânat Culegerea de Canoane a lui Dionisie cel Mic (sau mai corect spus: cel Smerit).
Influența papei Adrian I asupra bisericii din Spania a fost, eminamente, disciplinară și doctrinală. Într-una din scrisorile sale „ad Egilas” (PL 98, coll. 333 și 346) el tratează despre postul de miercuri și de sâmbătă, despre sărbătoarea Paștelui, despre predestinare, despre har și despre liberul arbitru. Alte două scrisori le-a dedicat problemei adopționalismului spaniol (cf. PL 99, col. 374 și 386).
Cel mai important eveniment religios al pontificatului său a fost refacerea unității bisericești dintre Orient și Occident, unitate ruptă de persecuția iconoclastă.
 
La cel de-al doilea conciliu de la Niceea (al 7-lea ecumenic, 787), a fost reprezentat de doi delegați: cultul sfinților, al icoanelor (imaginilor sacre) și a relicviilor a fost recunoscut legitim și mântuitor, salutar. Scrisoarea papei adresată împărătesei Irina Ateniana și fiului ei, împăratul Constantin al IV-lea, în care primatul papal era bine precizat, a fost solemn aprobată de părinții conciliari. Acest conciliu, datorită faptului că a fost format în principal din episcopi orientali a fost rău văzut de Carol cel Mare și de teologii săi. În plus, traducerea latină a actelor sale (a canoanelor), făcută din porunca lui Adrian I, a fost foarte defectuoasă. Astfel cuvântul grecesc προσκύνήσις, care înseamnă venerație, fost tradus cu adorație, ca și cum conciliul ar fi definit adorarea icoanelor. Din inițiativa și sub controlul regelui Carol cel Mare, un grup de teologi a compus o detaliată și polemică refutatio a tot ceea ce îl atingea mai puțin favorabil din actele conciliare; această refutatio a fost publicată și este cunoscută sub numele de „Libri Carolini”. Atunci papa Adrian I a luat pana întru apărarea conciliului și a furnizat regelui franc toate explicațiile necesare – o face cu erudiție remarcabilă – (cf. PL. 98, coll. 1247 – 1292; cf. și Mansi, XIII, 759-810). Se pare însă că aceste explicații au ajuns prea târziu să împiedice Sinodul de la Frankfurt (794), în care a fost condamnat al doilea conciliu de la Niceea, ca și cum ar fi învățat rugăciunea la icoane, nu la Dumnezeu.
Biograful papei Adrian I spune că a fost un mare îndrăgostit de biserici „amator ecclesiarum” și că a insistat pentru restructurarea și înfrumusețarea lor; privilegiate au fost bazilicile și bisericile romane pe tot timpul pontificatului său.
Adrian s-a remarcat și pentru atenta caritate față de săraci.
A murit în ziua de Crăciun a anului 795, după un pontificat de aproximativ 24 de ani. Carol cel Mare a plâns atunci pierderea unui prieten și a unui părinte spiritual; a dispus ca pe lespedea de marmură a lui Adrian I să fie cioplit un epitaf de 19 versuri, lespedea în prezent este zidită în peretele din spate a porticului din Bazilica Vaticanului (cf. G.B. De Rossi, L’ inscription du tombeau d’ Adrien I, în Mélanges d’archéologie et d’histoire de L’Ecole française de Rome, 8(1888) pp. 478–501).
Caracterul papei Adrian I oferă o îmbinare plăcută de fermitate și de spirit de adaptare.
 Inflexibil față de regele longobard, s-a dovedit împăciuitor fără servilism față de Carol cel Mare, angajând continuu toate resursele sale – deloc neglijabile – de abilă diplomație pentru cel mai mare bine al credinței și pentru excelența Pimatului (Sf. Scaun).
 
Poate fi simțită tentația de a-i reproșa câteva slăbiciuni în reprimarea/curmarea unor abuzuri, și acestea ar fi justificate dacă nu s-ar lua în considerație faptul că însăși caracterul relațiilor cu regele Carol îl determina la prudență.
 
Scrierile sale dogmatice pun în evidență o erudiție patristică cu totul deosebită. În ele abundă citarea Părinților greci, lucru foarte rar în occident în Evul Mediu.